# Bassem Hemeida
 (mai 2019).
Si vous disposez d'ouvrages ou d'articles de référence ou si vous connaissez des sites web de qualité traitant du thème abordé ici, merci de compléter l'article en donnant les références utiles à sa vérifiabilité et en les liant à la section « Notes et références ».
Bassem Hemeida (né le 28 mars 2000 en Égypte) est un athlète égyptien naturalisé qatari, spécialiste du 400 mètres haies.

## Biographie
Né en Egypte, frère de la sprinteuse Bassant Hemida, il rejoint l'Aspire Academy à Doha durant l'adolescence et est naturalisé qatari, pour représenter ce pays en compétitions internationales. Son frère cadet, Seifeldin Hemeida, représente aussi le Qatar, au saut à la perche.
Il est vice-champion du monde junior en 2018 à Tampere
Son record personnel est de 49 s 45 obtenu à Doha lors des Championnats d’Asie 2019 où il termine 4e en finale.

## Palmarès
| Date | Compétition                     | Lieu      | Résultat | Épreuve     | Marque        |
| ---- | ------------------------------- | --------- | -------- | ----------- | ------------- |
| 2018 | Championnats d'Asie juniors     | Gifu      | 2e       | 400 m haies | 50 s 55       |
| 2018 | Championnats du monde juniors   | Tampere   | 2e       | 400 m haies | 49 s 59       |
| 2019 | Championnats d'Asie             | Doha      | 3e       | 4 × 400 m   | 3 min 3 s 95  |
| 2022 | Jeux de la solidarité islamique | Konya     | 1er      | 400 m haies | 48 s 67       |
| 2023 | Championnats panarabes          | Marrakech | 1er      | 400 m haies | 48 s 79       |
| 2023 | Championnats d'Asie             | Bangkok   | 1er      | 400 m haies | 48 s 64       |
| 2023 | Championnats d'Asie             | Bangkok   | 3e       | 4 × 400 m   | 3 min 4 s 26  |
| 2023 | Jeux panarabes                  | Oran      | 1er      | 400 m haies | 49 s 17       |
| 2023 | Jeux asiatiques                 | Hangzhou  | 2e       | 400 m haies | 48 s 52       |
| 2023 | Jeux asiatiques                 | Hangzhou  | 2e       | 4 x 400 m   | 3 min 02 s 05 |